# Bert Vogelstein
Bert Vogelstein ( Baltimore, Estados Unidos 1949 ) es un oncólogo y profesor universitario estadounidense.

## Biografía
Su primera licenciatura fue en Matemática, graduándose con summa cum laude en 1970 en la Universidad de Pensilvania. Cuatro años más tarde consiguió su doctorado en Medicina en la Universidad Johns Hopkins.
Es una de las principales referencias en investigación oncológica por sus trabajos en la identificación y caracterización de los genes cuya alteración causa el cáncer de colon. Descubridor del gen APC, que controla el mecanismo de crecimiento celular en el colon, ha realizado significativas contribuciones en el conocimiento del papel del gen p53 en los procesos tumorales así como de otros genes directamente relacionados con éste, como el PUMA y el PRL-3.
Actualmente es profesor de la Facultad de Medicina de la Universidad Johns Hopkins e investigador del Instituto Médico Howard Hughes. Volgestein es miembro de la Academia Estadounidense de las Artes y las Ciencias.
En 2004 fue galardonado con el Premio Príncipe de Asturias de Investigación Científica y Técnica, junto con Judah Folkman, Tony Hunter, Joan Massagué Solé y Robert Weinberg, por sus estudios fundamentales para entender la base molecular del cáncer de colon, gracias a sus descubrimientos sobre mutaciones secuenciales acumulativas en los genes responsables de esta enfermedad.